# Alexander Fulton
Alexander Fulton (data urodzin: nieznana, data zgonu: ok. 1818) – kupiec, plantator i lokalny polityk z leżącego w zachodniej Pensylwanii miasta Washington. W 1805 założył w stanie Luizjana miasto, które nazwał swoim imieniem Alexandrią.
Fulton przyjechał do przyszłej Alexandrii, siedziby Rapides Parish i największego miasta Środkowej Luizjany, około 1785 z Williamem Millerem. Fulton, otrzymawszy od hiszpańskiego rządu darowiznę w postaci nieruchomości, nabył towary i zbudował w Rapides Parishes pierwszy sklep, który ulokował przy rzece Red River. 4 maja 1805, został mianowany przez gubernatora Williama C.C. Claiborne'a koronerem Rapides Parish, a dwa lata później, za czasów rządów Jeffersona, został naczelnikiem lokalnej poczty. W 1805, wspólnie z partnerem biznesowym - Thomasem Harrisem Maddoxem zaprojektował miasto Alexandria.
W roku 1793 Fulton poślubił piętnastoletnią Mary Henriettę Wells, córkę Samuela Levi Wellsa I i Dorcas Huie. Alexander i Mary Fulton mieli sześcioro dzieci: Samuela, Elizę, Williama, Benjamina, Marcusa, and Courtney Ann Fulton. Mary Wells Fulton była ciotką późniejszego gubernatora Luizjany - Jamesa Maddisona Wellsa, który urodził się niedaleko Alexandrii w 1808. Gubernator Wells był synem Samuela Levi Wellsa II.
Fulton zmarł około roku 1818 i podobno został pochowany na cmentarzu Rapides w Pineville (nagrobek nie przetrwał do dziś) – najmniejszym mieście na zachodnim brzegu rzeki Red River.
Mieszkańcy Alexandrii upamiętnili założyciela swego miasta w nazwie ulicy Fulton Street oraz mostu Fulton Street Bridge, który autostradą Louisiana Highway 28, biegnącą ponad Red River, łączy Alexandrię z Pineville. Fulton widnieje również w nazwie siedmiopiętrowego kompleksu o powierzchni 83 000 stóp kwadratowych - the Alexander Fulton Hotel and Convention Center - ulokowanego w dzielnicy nad rzeką, przy 701 Fourth Street. Kompleks, dawniej Holiday Inn, znajduje się w pobliżu historycznego Hotelu Bentley, założonego w 1907 roku przez Josepha Bentleya, potentata drzewnego.